# Посёлок центральной усадьбы опытной станции ВНИИМК
Посёлок центральной усадьбы опытной станции ВНИИМК, центральной усадьбы опытной станции ВНИИМК — посёлок в муниципальном образовании «город Армавир» Краснодарского края России. Входит в состав Приреченского сельского округа.

## География
Посёлок расположен в юго-восточной части края.

## История
Согласно Закону Краснодарского края от 1 апреля 2004 года № 684-КЗ посёлок центральной усадьбы опытной станции ВНИИМК вошёл в состав образованного муниципального образования город Армавир.

## Население
| 2002 | 2010 | 2012 |
| ---- | ---- | ---- |
| 390  | ↗507 | ↘404 |

## Инфраструктура
Усадьба опытной станции Федерального государственного бюджетного научного учреждения "Федеральный научный центр «Всероссийский научно-исследовательский институт масличных культур имени В. С. Пустовойта».

## Транспорт
Выезд через ул. Щербины на федеральную автомагистраль Р-217 Кавказ.
Остановка общественного транспорта «Остановка ВНИИМК».